# Ametris nitocritaria
Ametris nitocritaria är en fjärilsart som beskrevs av Jacob Hübner 1822. Ametris nitocritaria ingår i släktet Ametris och familjen mätare. Inga underarter finns listade i Catalogue of Life.